# پینتو (شیلی)
پینتو (به اسپانیایی: Pinto) یک شهرستان در شیلی است که در استان نوبل واقع شده‌است. پینتو ۱٬۱۶۴٫۰ کیلومتر مربع مساحت و ۱۰٬۶۷۳ نفر جمعیت دارد و ۲۹۰ متر بالاتر از سطح دریا واقع شده‌است.